# Jacyra Silva
Jacyra Silva (São Paulo, 7 de maio de 1940 — São Paulo, 17 de janeiro de 1995) foi uma atriz brasileira. Uma das primeiras referências negras na televisão, destacou-se em novelas como Banzo, A Cor da Sua Pele, Antônio Maria, Irmãos Coragem e Uma Rosa com Amor.

## Biografia

Jacira Silva no desfile da Imperatriz Leopoldinense de 1972.

Desde os três anos de idade Jacyra dizia que iria ser cantora como Angela Maria. Ainda adolescente trabalhou como secretária e logo depois se inscreveu em um concurso de beleza para mulatas, sendo eleita a primeira misse negra do estado de São Paulo.
Mais conhecida, tentou se firmar como cantora se apresentando em programas da TV Excelsior na década de 1960. Em 1964, incentivada pelo ator Sérgio Cardoso foi fazer um curso de teatro e estreou em na TV em 1965 na telenovela Ambição.
O reconhecimento e sucesso como atriz veio em 1968 na TV Tupi em Antônio Maria, novela de Geraldo Vietri. Foi para a TV Globo no início da década de 1970 e se destacou em novelas de sucesso como A Cabana do Pai Tomás, Pigmalião 70, Uma Rosa com Amor, Os Ossos do Barão, Corrida do Ouro e Sétimo Sentido.
Foi casada com o diretor de televisão Walter Campos e deixou a carreira de lado por alguns anos para fazer faculdade de Filosofia e depois de Psicologia.
Morreu após mais de dois meses em coma, depois de sofrer um derrame cerebral.

## Filmografia

### Televisão
| Ano  | Título                     | Personagem          | Notas                                               |
| ---- | -------------------------- | ------------------- | --------------------------------------------------- |
| 1964 | Folhas ao Vento            | Rita                |                                                     |
| 1964 | Banzo                      | Zilá                |                                                     |
| 1965 | Quatro Homens Juntos       | Risoleta            |                                                     |
| 1965 | A Cor de Sua Pele          | Cláudia Almeida     |                                                     |
| 1965 | O Ébrio                    | Regina              |                                                     |
| 1966 | Almas de Pedra             | Maria               |                                                     |
| 1966 | A Família Pimenta          | Celinha             | Episódio: "Carnaval"                                |
| 1966 | TV de Comédia              | Violeta             | Episódio: "Padre, Não Me Caso Mais"                 |
| 1966 | TV de Comédia              | —                   | Episódio: "Maciste vs Sansão"                       |
| 1966 | TV de Comédia              | —                   | Episódio: "Nossa Última Morada"                     |
| 1966 | As Minas de Prata          | Durvalina           |                                                     |
| 1967 | Os Reis do Iô-Iô-Iô        | Várias personagens  |                                                     |
| 1967 | O Tempo e o Vento          | Amância             |                                                     |
| 1968 | Antônio Maria              | Maria Clara         |                                                     |
| 1969 | A Cabana do Pai Tomás      | Cassie              |                                                     |
| 1970 | Pigmalião 70               | Marlene             |                                                     |
| 1970 | A Próxima Atração          | Suzete              | Participação especial                               |
| 1971 | Irmãos Coragem             | Beatriz             |                                                     |
| 1971 | Bandeira 2                 | Marilena            |                                                     |
| 1972 | Meu Primeiro Baile         | Isaura              |                                                     |
| 1972 | Uma Rosa com Amor          | Alabá               |                                                     |
| 1972 | Caso Especial              | Marcela             | Episódio: "Meu Primeiro Baile"                      |
| 1973 | Chico City                 | Judith              |                                                     |
| 1973 | Os Ossos do Barão          | Doralice            |                                                     |
| 1974 | Corrida do Ouro            | Lola                |                                                     |
| 1974 | O Rebu                     | Amante de Boneco    | Episódio: "4 de novembro"                           |
| 1975 | O Grito                    | Nair                |                                                     |
| 1976 | O Casarão                  | Ana                 | Participação especial                               |
| 1977 | O Astro                    | Vanessa             | Participação especial                               |
| 1977 | Caso Especial              | Dorothy             | Episódio: "Feliz Aniversário"                       |
| 1978 | Maria, Maria               | Juliana             |                                                     |
| 1979 | Aplauso                    | Amaralina           | Episódio: "O tesouro de Xica da Silva"              |
| 1980 | Coração Alado              | Léa                 |                                                     |
| 1981 | Jogo da Vida               | Cliente de Jordana  | Participação especial                               |
| 1982 | Sétimo Sentido             | Pérola Salles       |                                                     |
| 1983 | Quarta Nobre               | Enfermeira          | Episódio: "O Médico e o Monstro"                    |
| 1983 | Caso Verdade               | Teresa              | Episódio: "Joãosinho Trinta e o Mutirão da Alegria" |
| 1983 | Caso Verdade               | —                   | Episódio: "Feliz Coincidência"                      |
| 1983 | Caso Verdade               | —                   | Episódio: "Operação Dengoso"                        |
| 1984 | Caso Verdade               | Clementina de Jesus | Episódio: "Clementina de Jesus, Rainha Quelé"       |
| 1985 | O Tempo e o Vento          | Gregória            |                                                     |
| 1986 | Selva de Pedra             | Marlene             |                                                     |
| 1987 | Helena                     | Maria de Fátima     |                                                     |
| 1989 | Capitães da Areia          | Don'aninha          |                                                     |
| 1990 | Fronteiras do Desconhecido | Ivete               | Episódio: "A Personalidade Intrusa"                 |
| 1991 | Na Rede de Intrigas        | Conceição           |                                                     |
| 1993 | Terça Nobre                | Sarita              | Episódio: "Menino de Engenho"                       |

### Cinema
| Ano  | Título            | Personagem              |
| ---- | ----------------- | ----------------------- |
| 1971 | Ipanema Toda Nua  | Cris                    |
| 1972 | O Grande Gozador  | Paula                   |
| 1974 | A Transa do Turfe | Wilma                   |
| 1974 | O Lobisomem       | Tininha                 |
| 1975 | O Casal           | Ela                     |
| 1978 | O Cortiço         | Bertoleza               |
| 1981 | Fruto do Amor     | Cobaia                  |
| 1997 | O Amor Está no Ar | Jussara (filme póstumo) |

## Teatro
| Ano  | Título                  |
| ---- | ----------------------- |
| 1974 | Chiquinha Gonzaga       |
| 1977 | O Barbeiro de Nictheroy |
| 1990 | Orfeu da Conceição      |
| 1994 | Anjo Negro              |